# Árbitro
O árbitro (também chamado no Brasil coloquialmente de juiz), em desportos ou esportes é o indivíduo responsável pela arbitragem, ou seja, por fazer cumprir as regras, o regulamento e o espírito do jogo ao qual os participantes estão submetidos, bem como intervir sempre que necessário, quando uma regra é violada ou algo incomum ocorre. Geralmente os árbitros são designados/nomeados pelas organizações ou associações responsáveis pelas diferentes modalidades esportivas. O árbitro pode permanecer dentro do campo de jogo (ex: futebol, boxe e basquetebol) ou fora dele (voleibol e futebol de salão).

## Basquetebol
No basquetebol internacional, o árbitro é a autoridade oficial no jogo, e é assistido por um ou dois árbitros. Na NBA existe o árbitro oficial que lidera uma equipe de fiscais e mais dois árbitros de quadra. Todos os envolvidos têm as mesmas autoridades e conhecimento das regras do jogo e coletivamente formam a equipe oficial responsável pelo jogo.

## Boxe
O árbitro no boxe tem várias responsabilidades que cercam quase todo o aspecto do confronto. Inicialmente o árbitro também estava envolvido no julgamento do confronto, desde a década de 1980 que esta função tem sido gradualmente retirado ao árbitro.
Atualmente, as principais funções de um árbitro restringem-se apenas a aplicação das regras. O árbitro tem como obrigação:
- Dar instruções a ambos os pugilistas antes da luta
- Determinar quando começar ou parar uma contagem quando um pugilista cai
- Alertar ao pugilista quando este comete uma falta grave e se necessário retirar pontos
- Sinalizar quando terminar um round
- Paralisar o combate quando o estado físico de um pugilista é grave.

## Futebol
No futebol, desporto regulado pela Federação Internacional de Futebol (FIFA), a figura do árbitro está prevista na regra cinco das leis do jogo. Porém, nos primórdios do futebol não havia nenhum árbitro. As faltas eram acertadas entre os dois times, num acordo de cavalheiros. A figura do árbitro apareceu apenas em 1868 e, mesmo assim, ele apitava pouco: ficava de fora do campo e não tinha autonomia para marcar infrações. Tudo precisava ser decidido junto com os capitães das equipes. A autoridade do árbitro só passou a ser absoluta a partir de 1894, com a modernização das regras do esporte.

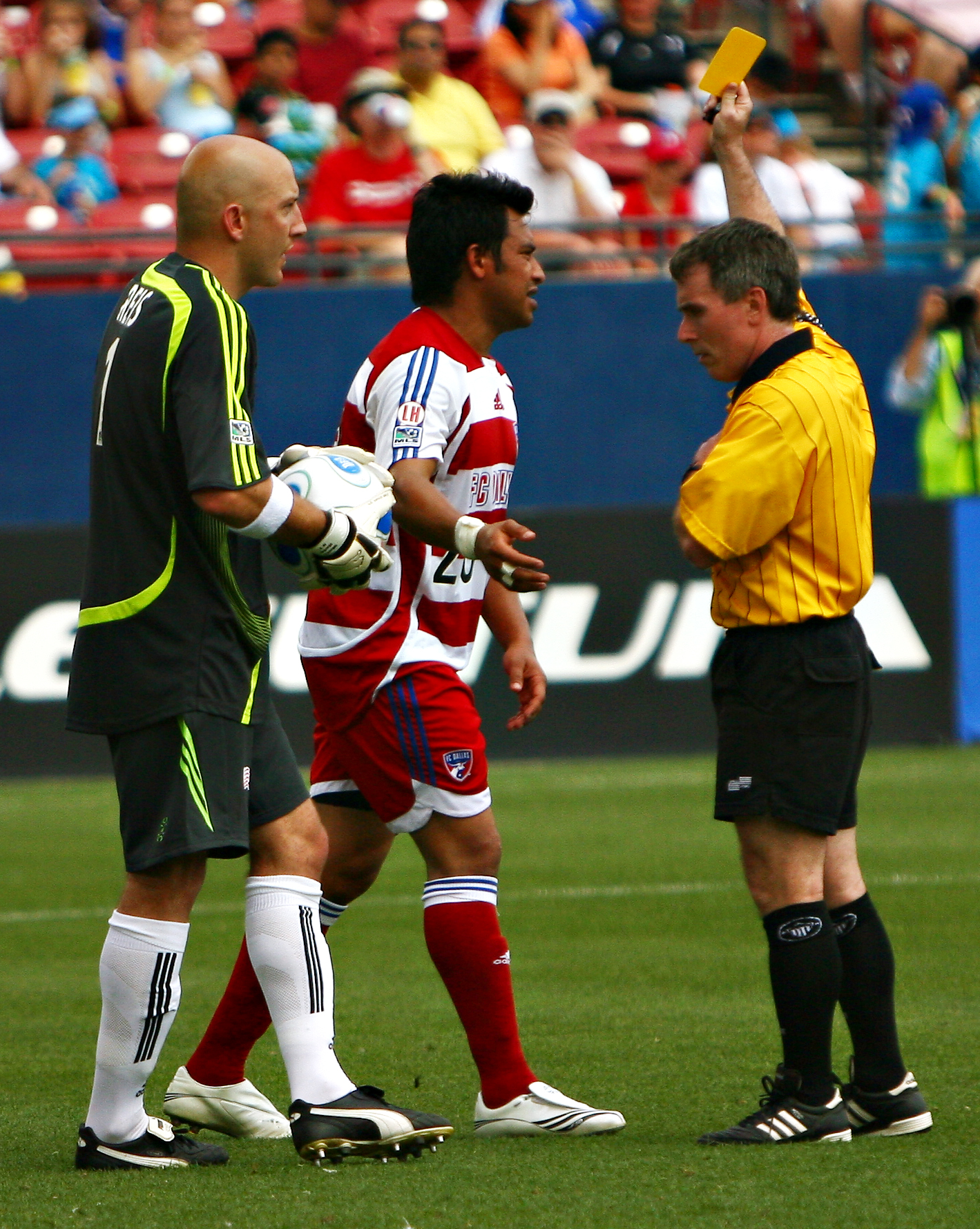
Um árbitro (à direita) emite um cartão amarelo para um jogador durante uma partida de futebol.

Além do árbitro, a partida de futebol também conta a presença de mais dois árbitros assistentes, também conhecidos como bandeirinhas, e com um quarto árbitro (ou árbitro reserva). Cada regulamento de competição determina quem deverá substituir quem, caso algum dos componentes não se sinta bem, se lese ou falte à partida à qual foi designado. Os árbitros assistentes estão previstos na regra seis. As regras do jogo são revistas e, se necessário, modificadas, na reunião anual realizada pela entidade International Football Association Board (IFAB). Esta entidade é composta por oito cadeiras: quatro da FIFA e mais quatro dos países fundadores (Inglaterra, Escócia, País de Gales e Irlanda).
Cada partida é dirigida por um árbitro, o qual terá autoridade total para fazer cumprir as regras do jogo para o qual tenha sido designado. Ele trabalhará em cooperação com os árbitros assistentes e o quarto árbitro. Segundo a regra, as decisões do árbitro sobre fatos em relação ao jogo são definitivas. O árbitro poderá modificar a sua decisão unicamente quando percebe que é incorreta ou, se o julga necessário, conforme uma indicação por parte de um árbitro assistente, sempre que ainda não tenha reiniciado ou terminado a partida.
No Brasil, a Confederação Brasileira de Futebol (CBF) é quem publica e faz cumprir as determinações expedidas pela FIFA.
Em 2018 a International Football Association Board (IFAB), órgão da FIFA responsável pelas regras do futebol, aprovou o uso do Árbitro Assistente de Vídeo, popularmente conhecido como VAR (do inglês Video Assistant Referee). Como o nome já diz, trata-se de um ou mais árbitros assistentes que analisam e revisam, através de imagens de vídeo, as decisões do árbitro de campo relativas à lances duvidosos e importantes da partida, tais quais marcação de impedimento, cartão vermelho e penaltis.

### Gol do Árbitro?
Conforme a regra 9 do futebol, o juiz faz parte do jogo como um elemento neutro. Ou seja, caso a bola batesse no árbitro, a partida seguiria como se nada tivesse acontecido. Por conta disso, antes da mudança de regra, em 2019, era sim possível um gol feito pelo juiz.
Exemplos:
- 1983 - Campeonato Paulista - Na partida Santos 2 x 2 Palmeiras, o árbitro brasileiro José de Assis Aragão desviou a bola sem querer, após um chute do jogador Jorginho, do Palmeiras, que ia para fora. O descuido empatou a partida aos 47 minutos do segundo tempo.[4]
- 1986 - Campeonato Turco - Na partida Ankaragucu 1 x 0 Besiktas, o árbitro Ahmet Akcay marcou acidentalmente o único gol da partida.[5]
- 2001 - Futebol Amador da Inglaterra - Earls Colne Reserves vencia o Wimpole 2000 por 18 a 1, quando o árbitro Brian Savill fez um gol de voleio, deixando o placar em 18 a 2. A partida terminou 20 a 2; o juiz foi suspenso.[3][6]
- 2016 - Campeonato Colombiano - Em ataque do Independiente Medellín, a bola bateu nas costas do árbitro Nolberto Ararat e entrou no gol do Alianza Petrolera, que veio a perder o jogo.[7]
- 2019 - Quarta divisão da Holanda - Em jogo válido pela quarta divisão do país entre Harkemase Boys e HSV Hoek, o árbitro da partida, Maurice Paahuis, se atrapalhou na pequena área e sem querer, acabou marcando um gol[8]

A partir do segundo semestre de 2019, porém, este cenário não é mais possível, uma vez que a regra mudou, e, a partir de então, se a bola tocar no juiz, deverá ser assinalada bola ao chão.